# Rhyacophila dakshi
Rhyacophila dakshi är en nattsländeart som beskrevs av Schmid 1970. Rhyacophila dakshi ingår i släktet Rhyacophila och familjen rovnattsländor. Inga underarter finns listade i Catalogue of Life.